# Tatorinia
Tatorinia là một chi bướm đêm thuộc họ Erebidae.